# Ватерполо на Летњим олимпијским играма 1964.
Четрнаести ватерполо турнир на олимпијским играма је одржан од 11. до 18. октобра 1964. у Токију, Јапан. За олимпијски турнир се пријавила укупно 13 репрезентација. Победник турнира и олимпијски шампион је постала репрезентација Мађарске, што јој је била пета титула, друга је била репрезентација Југославије а на треће место се пласирала репрезентација Совјетског Савеза.

## Медаље
| Добитници медаља у ватерполу на Летњим олимпијским играма одржаним 1964. године у Токију.                                                            | Добитници медаља у ватерполу на Летњим олимпијским играма одржаним 1964. године у Токију.                                                                      | Добитници медаља у ватерполу на Летњим олимпијским играма одржаним 1964. године у Токију.                                                                                  | Добитници медаља у ватерполу на Летњим олимпијским играма одржаним 1964. године у Токију. |
| --- | --- | --- | ----------------------------------------------------------------------------------------- |
| Злато | Сребро | Бронза |                                                                                           |
| Мађарска | Југославија | СССР |                                                                                           |
| Андраш Боднар Миклош Амбруш Золтан Деметер Ласло Фелкаји Деже Ђармати Тивадар Канижа Ђерђ Карпати Јанош Конрад Денеш Почик Михаљ Мајер Петар Рушоран | Милан Мушкатировић Иво Трумбић Винко Росић Златко Шименц Божидар Станишић Анте Нардели Зоран Јанковић Мирко Сандић Фране Нонковић Озрен Боначић Карло Стипанић | Виктор Агеев* Игор Грабовски Владимир Кузњецов Борис Гришин Борис Попов Николај Калашњиков Зенон Борткевић Николај Кузњецов Владимир Семјонов Леонид Осипов Едуард Јегоров |                                                                                           |

## Земље учеснице
На турниру је учествовало 13 репрезентација са укупним бројем од 137 играча:
| - Аустралија - Белгија - Бразил - Италија - Јапан | - Југославија (11) - Мађарска (11) - Немачка - Румунија | - СССР (11) - САД - УАР - Холандија |

(*) Белешка: У загради поред имена репрезентације је број играча који су играли бар на једној утакмици

## Групна фаза

### Први круг
У првом кругу репрезентације су биле подељене у четири групе, три групе су имале по три тима а једна четири. Свака репрезентација из исте групе је играла једна против друге и крајњи пласман у групи је добијен на основу освојених бодова. Ако су бодови били истоветни тада се ишло на бољу гол-разлику. Прве две репрезентације из сваке од група се квалификовала у даље такмичење, за полуфиналне групе, док су трећеплесиране из група А, Б, Ц и Д и четвртопласирана репрезентације из Ц групе бивале елиминисане.

#### Групе А/Б/Ц/Д
Група А
| Екипа    | Бод | У | П | Н | И | Г+ | Г- |
| -------- | --- | - | - | - | - | -- | -- |
| Италија  | 4   | 2 | 2 | 0 | 0 | 9  | 6  |
| Румунија | 2   | 2 | 1 | 0 | 1 | 12 | 8  |
| Јапан    | 0   | 2 | 0 | 0 | 2 | 7  | 14 |

| 11. октобар |     |          |
| Италија     | 4—3 | Румунија |
| 12. октобар |     |          |
| Италија     | 5—3 | Јапан    |
| 13. октобар |     |          |
| Јапан       | 4—9 | Румунија |

Група Б
| Екипа      | Бод | У | П | Н | И | Г+ | Г- |
| ---------- | --- | - | - | - | - | -- | -- |
| СССР       | 4   | 2 | 2 | 0 | 0 | 9  | 2  |
| Немачка    | 2   | 2 | 1 | 0 | 1 | 5  | 4  |
| Аустралија | 0   | 2 | 0 | 0 | 2 | 1  | 9  |

| 11. октобар |     |            |
| СССР        | 6—0 | Аустралија |
| 12. октобар |     |            |
| СССР        | 3—2 | Немачка    |
| 13. октобар |     |            |
| Аустралија  | 1—3 | Немачка    |

Група Ц
| Екипа       | Бод | У | П | Н | И | Г+ | Г- |
| ----------- | --- | - | - | - | - | -- | -- |
| Југославија | 6   | 3 | 3 | 0 | 0 | 17 | 3  |
| Холандија   | 4   | 3 | 2 | 0 | 1 | 11 | 13 |
| САД         | 2   | 3 | 1 | 0 | 2 | 12 | 9  |
| Бразил      | 0   | 3 | 0 | 0 | 3 | 3  | 18 |

| 11. октобар |     |           |
| Бразил      | 2—3 | Холандија |
| Југославија | 2—1 | САД       |
| 12. октобар |     |           |
| Југославија | 7—2 | Холандија |
| САД         | 7—1 | Бразил    |
| 13. октобар |     |           |
| Југославија | 8—0 | Бразил    |
| САД         | 4—6 | Холандија |

Група Д
| Екипа    | Бод | У | П | Н | И | Г+ | Г- |
| -------- | --- | - | - | - | - | -- | -- |
| Мађарска | 4   | 2 | 2 | 0 | 0 | 16 | 1  |
| Белгија  | 2   | 2 | 1 | 0 | 1 | 8  | 10 |
| УАР      | 0   | 3 | 0 | 0 | 3 | 6  | 17 |

| 11. октобар |      |         |
| Мађарска    | 11—1 | УАР     |
| 12. октобар |      |         |
| Мађарска    | 5—0  | Белгија |
| 13. октобар |      |         |
| УАР         | 5—8  | Белгија |

### Полуфинална фаза
Полуфинална фаза се одигравала поделом квалификационих репрезентација у две групе. После одигравања утакмица један на један, две првопласиране репрезентације из сваке од група се пласирале у финалну фазу. Репрезентације које су се пласирале на треће и четврто место ушле у групу која се борила за позиције од петог до осмог места.
Група А/Б
| Екипа    | Бод | У | П | Н | И | Г+ | Г- |
| -------- | --- | - | - | - | - | -- | -- |
| СССР     | 5   | 3 | 2 | 1 | 0 | 7  | 4  |
| Италија  | 4   | 3 | 2 | 0 | 1 | 6  | 6  |
| Румунија | 3   | 3 | 1 | 1 | 1 | 10 | 10 |
| Немачка  | 0   | 3 | 0 | 0 | 3 | 7  | 10 |

| 14. октобар |     |          |
| Италија     | 0—2 | СССР     |
| Румунија    | 5—4 | Немачка  |
| 15. октобар |     |          |
| Италија     | 2—1 | Немачка  |
| СССР        | 2—2 | Румунија |

Група Ц/Д
| Екипа       | Бод | У | П | Н | И | Г+ | Г- |
| ----------- | --- | - | - | - | - | -- | -- |
| Југославија | 5   | 3 | 2 | 1 | 0 | 17 | 8  |
| Мађарска    | 5   | 3 | 2 | 1 | 0 | 15 | 9  |
| Холандија   | 2   | 3 | 1 | 0 | 2 | 14 | 18 |
| Белгија     | 0   | 3 | 0 | 0 | 3 | 7  | 18 |

| 14. октобар |     |           |
| Мађарска    | 6—5 | Холандија |
| Југославија | 6—2 | Белгија   |
| 15. октобар |     |           |
| Холандија   | 7—5 | Белгија   |
| Југославија | 4—4 | Мађарска  |

### Финална фаза
У финалној фази, која је играна у две групе, свака од репрезентација је играла по једну утакмицу против друге две репрезентације из друге полуфинално фазне групе. У утешној групи су биле репрезентације које су играле за позиције од 5 до 8 места а у групи за медаље екипа са највише бодова је освојила титулу олимпијског шампиона, друга репрезентација по броју бодова је добила сребрну а трећа бронзану медаљу, док је репрезентација са најмање бодова се пласирала на четврто место.

#### Група за 5-8 позиције
| Екипа     | Бод | У | П | Н | И | Г+ | Г- |
| --------- | --- | - | - | - | - | -- | -- |
| Румунија  | 4   | 3 | 2 | 0 | 1 | 14 | 10 |
| Немачка   | 4   | 3 | 2 | 0 | 1 | 14 | 12 |
| Белгија   | 2   | 3 | 1 | 0 | 2 | 13 | 15 |
| Холандија | 2   | 3 | 1 | 0 | 2 | 12 | 16 |

| 17. октобар |     |           |
| Румунија    | 6—1 | Холандија |
| Немачка     | 5—3 | Белгија   |
| 18. октобар |     |           |
| Румунија    | 3—5 | Белгија   |
| Немачка     | 5—4 | Холандија |

#### Финална група за медаље
| Екипа       | Бод | У | П | Н | И | Г+ | Г- |
| ----------- | --- | - | - | - | - | -- | -- |
| Мађарска    | 5   | 3 | 2 | 1 | 0 | 12 | 7  |
| Југославија | 5   | 3 | 2 | 1 | 0 | 8  | 5  |
| СССР        | 2   | 3 | 1 | 0 | 2 | 4  | 7  |
| Италија     | 0   | 3 | 0 | 0 | 3 | 2  | 7  |

| 17. октобар |     |             |
| Италија     | 1—3 | Мађарска    |
| Југославија | 2—0 | СССР        |
| 18. октобар |     |             |
| Италија     | 1—2 | Југославија |
| СССР        | 2—5 | Мађарска    |